# Rezolucija Vijeća sigurnosti UN-a 798
Rezolucijom 798 Vijeća sigurnosti Ujedinjenih naroda, jednoglasno usvojenom 18. prosinca 1992., nakon ponovnog potvrđivanja rezolucija 770 (1992.) i 771 (1992.) i potpore inicijativi Europskog vijeća, Vijeće je osudilo izvještaje o masovnom, organiziranom i sustavnom zatočenju i silovanju žena, posebno muslimanki, u Bosni i Hercegovini tijekom rata u BiH.
Vijeće je nadalje zahtijevalo zatvaranje svih zatočeničkih logora, tražeći od glavnog tajnika da pruži potporu kako bi se delegacijama Europske zajednice omogućio slobodan i siguran pristup mjestima zatočenja, nadalje zahtijevajući izvješće u roku od 15 dana od donošenja trenutne rezolucije.
Rezolucija 798 bila je prvi put da su Ujedinjeni narodi osudili silovanje žena u ratu.

## Vanjske poveznice
| Wikizvor | Engleski Wikizvor ima izvorni tekst na temu: United Nations Security Council Resolution 798 |

- Text of the Resolution at undocs.org